# أندريه بيركوف
أندريه بيركوف (بالفرنسية: André Bercoff) صجفي فرنسي-لبناني ولد يوم 12 ديسمبر 1940 في بيروت، يعتبر من الصحفيين المعارضين للأتجاه السائد في الصحافة الفرنسية.

## سيرته
ولد أندريه لأب روسي، إدوارد بيركوف الذي كان موظفا وأم اسبانية، ترعرع في لبنان وهاجر إلى فرنسا قبل اندلاع الحرب الأهلية.
بعد حصوله على ليسانس في الأداب إثر دراسة في بيروت وليون، أبتدأ مساره المهني في لبنان من سنة 1960 لسنة 1966 حيث كان رئيس تحرير القسم الثقافي في لوريان دي جور، بعدها أصبح من رؤساء تحرير جون افريك وكبير مراسلي قسم «الحياة المعاصرة» في صحيفة ليكسبريس بين سنتي 1968 و 1974, كتب لصح لوموند وليبراسيون ونوفيل اوبسرفاتور و  جلوب وكان رئيس تحرير مجلة لوي بين 1984 و 1985.
كان من المقربين لفرانسوا ميتيران وجاك اتالي في الثمانينات وبطلب من أتالي كتب مقالين سياسيين تحت اسم مستعار «لأعادة التموقع لا بد من التخلص من اليمين» و «من أجل النهضة». وكان أيضا من مقربي فرانسوا أولاند بين سنتي 1982 و 1992
قدم برامج تلفزيونية في التسعينات على قناة لا سنك وفرانس 3 بعنون «الأمر  يعنيكم», وفي بداية الألفية قام بتنشيط برامج على قناة فرانس سوار التي ترأس تحريرها بين 2003 و 2004 وكان نائب رئيسها بين 2004 و 2007

## دعمه لترامب
يعتبر بيركوف من أكبر الداعمين في فرنسا لدونالد ترامب طوال رئاسته الذي جعل ليبراسيون تصفه بأنه «أكثر انصار ترامب صخبا» قام بتغطية وافية للحملة الرئاسية الأمريكية لعام 2020 ويناصر فكرة ان هذه الأنتخابات سرقت من ترامب عن طريق التلاعب في اصوات البريد، وبعد إقتحام الكابيتول في 6 جانفي 2021 وصف هذه الأحداث انها «ربيع أمريكي»